# Сальвадор, Умберто
Умберто Сальвадор Гуэрра (исп. Humberto Salvador Guerra; 25 декабря 1909, Гуаякиль — 17 января 1982, Гуаякиль, Эквадор) — эквадорский писатель, поэт, юрист, педагог, психолог, профессор. Доктор юридических наук. Историк.

## Биография
В раннем возрасте осталался сиротой. Переехал жить в Кито, где в 1924 окончил Национальный институт Мехия в Кито (исп. Instituto Nacional Mejía). В следующем году поступил в Школу права при Центральном университете, где в 1931 году получил степень доктора юридических наук. В годы учёбы присоединился к левым политическим группам. 
Его первые статьи появились в газете El Día и таких журналах, как América и Llamarada. В 1925 году вместе с Хорхе Икаса основал журнал Claridad. Высмеял буржуазию Кито того времени в пьесах «Canciones de Rosa» и «Amor prohibido». Авангардистский этап Сальвадора начался в 1929 году с публикации сборника рассказов «Ajedrez». В следующем году он опубликовал еще две авангардные книги: сборник рассказов «Taza de té» и роман «En la ciudad he perdido un novela...». В 1933 году он обратился к реализму и натурализму движению с романом «Camarada», который имел международный успех у критиков. В том же духе выдержаны романы «Trabajadores» и «Noviembre» (1939).
К тому времени работал в качестве профессора литературы Национального института Мехия, преподавал также в военном училище, на факультете образования в Центральном университете, в консерватории и др.
В 1952 году поселился в городе Гуаякиль, где занимал различные должности, связанные с народным образованием. Был директором городского отдела образования, ректором колледжа в Гуаякиле, профессором литературы и психологии на факультете философии местного университета, заместителем декана и деканом факультета философии университета, профессором истории эквадорской культуры в Институте дипломатии и т. д.
Член Общества эквадорской культуры, Общества художников, литературно-правового общества, географического общества Лиссабонской академии наук и искусств, Академии языкознания Рио-Гранде-ду-Сул (Бразилия), Каса-де-лас-Америкас (Мексика) и многих других.

## Творчество
Написал и опубликовал ряд литературных произведений многих жанров:
- «La Sinfonía de los Andes» (в стихах),
- «Bajo la Zarpa» и «Miedo de Amar» (театральные пьесы);
- «Ajedrez», «Sangre en el Sol», «Sacrificio» (исторические);
- «La Ciudad ha Perdido una Novela», «Viaje a lo Desconocido», «Silueta de una Dama», «La Ráfaga de la Angustia», «La Fuente Clara» (романы);
- «Esquema Sexual», «Los Fundamentos del Sicoanálisis», «Panorama del Relato en Chile», «Antología de la Moderna Poesía Ecuatoriana», «Freud o el Sicoanálisis» (научная литература).

Автор работ по психоанализу, в которых популяризовал фрейдизм и выступал против криминализации гомосексуальности («Отношения полов», «Основы психоанализа», «Фрейд или психоанализ»). Составитель антологии современной поэзии Эквадора. Издал «Историческую панораму Чили».